# Verdrag van Pontoise (1312)
Het Verdrag van Pontoise werd op 11 juli 1312 gesloten tussen Filips de Schone, koning van Frankrijk, en Robrecht III, graaf van Vlaanderen. Hierdoor droeg Vlaanderen Rijsels-Vlaanderen (dit waren de kasselrijen Rijsel, Oorschie en Dowaai) over aan Frankrijk. De kamerheer Enguerrand de Marigny onderhandelde dit verdrag in juni 1312 in Pontoise voor koning Filips de Schone.
Het Verdrag van Athis-sur-Orge (1305) had Vlaanderen een zware boete opgelegd. De Franse koning ging er nu mee akkoord de boete te halveren in ruil voor Rijsels-Vlaanderen. De andere helft werd later geïnd in de vorm van annuïteiten. Het bedrag per gebied werd vastgelegd in een lijst genaamd "Transport van Vlaanderen".
Rijsels-Vlaanderen keerde in op 25 april 1369 terug naar Vlaanderen naar aanleiding van het huwelijk tussen Margaretha van Male en Filips de Stoute. Koning Karel de Waanzinnige vermeed zo een Vlaams-Engelse toenadering en maakte als tegenprestatie het Transport van Vlaanderen ongedaan.